# رود آزفکا
رود آزفکا (انگلیسی: Azevka) یک رودخانه در استان تاتارستان کشور روسیه است.